# Транспорт (завод)
Нижегородский завод транспортно-технологических машин ООО НПО «Транспорт»  — машиностроительная компания, производящая плавающие вездеходы (снегоболотоходы) на гусеничном ходу и другую специальную технику. Основой для техники служат гусеничные военные машины среднего класса. Основными потребителями продукции компании выступают нефтяные компании, а также специальные службы.

## История
ООО НПО «Транспорт» было основано в 1990 году, однако история завода началась раньше.
В 1982 году сложился творческий коллектив для проведения теоретических, экспериментальных и опытно-конструкторских работ по определению путей совершенствования гусеничных движителей машин различного назначения. Со временем он под руководством доцента Н. Б. Веселова оформился как специальное конструкторско-технологическое бюро транспортных и технологических машин (СКТБ ТТМ), а 8 сентября 1990 года появилось отдельное предприятие — ЗАО «Транспорт». В 2015 году предприятие было реорганизовано в ООО НПО «Транспорт».

## Продукция
1) ТТМ-3903 «Тайга»
2) ТТМ-3902 «Тайга»
3) ТТМ-4902 «Руслан» — сочленённый двухзвенный гусеничный снегоболотоход.
4) ТТМ-6901 «Антей»
5) ТТМ-5906
6) ТТМ-5908
5) ТТМ-1901 «Беркут» — снегоход с отапливаемой кабиной
6) Гусеничный прицеп ГП-8301